# 蒲宇飞
蒲宇飞（1971年10月—），男，汉族，吉林农安人，中华人民共和国政治人物，现任应急管理部党组成员、中央纪委国家监委驻应急管理部纪检监察组组长。